# Weinmannia denhamii
Weinmannia denhamii är en tvåhjärtbladig växtart som beskrevs av Berthold Carl Seemann. Weinmannia denhamii ingår i släktet Weinmannia och familjen Cunoniaceae. Inga underarter finns listade i Catalogue of Life.